# Honda VE-1
Honda VE-1 або Everus VE-1 — позашляховик середнього розміру, який виробляє та продає Guangqi Honda Automobile під брендом Everus. VE-1 є першим серійним електромобілем для Китаю, спільно розробленим Honda Motor Co., Ltd. і Guangqi Honda Automobile.

## Історія

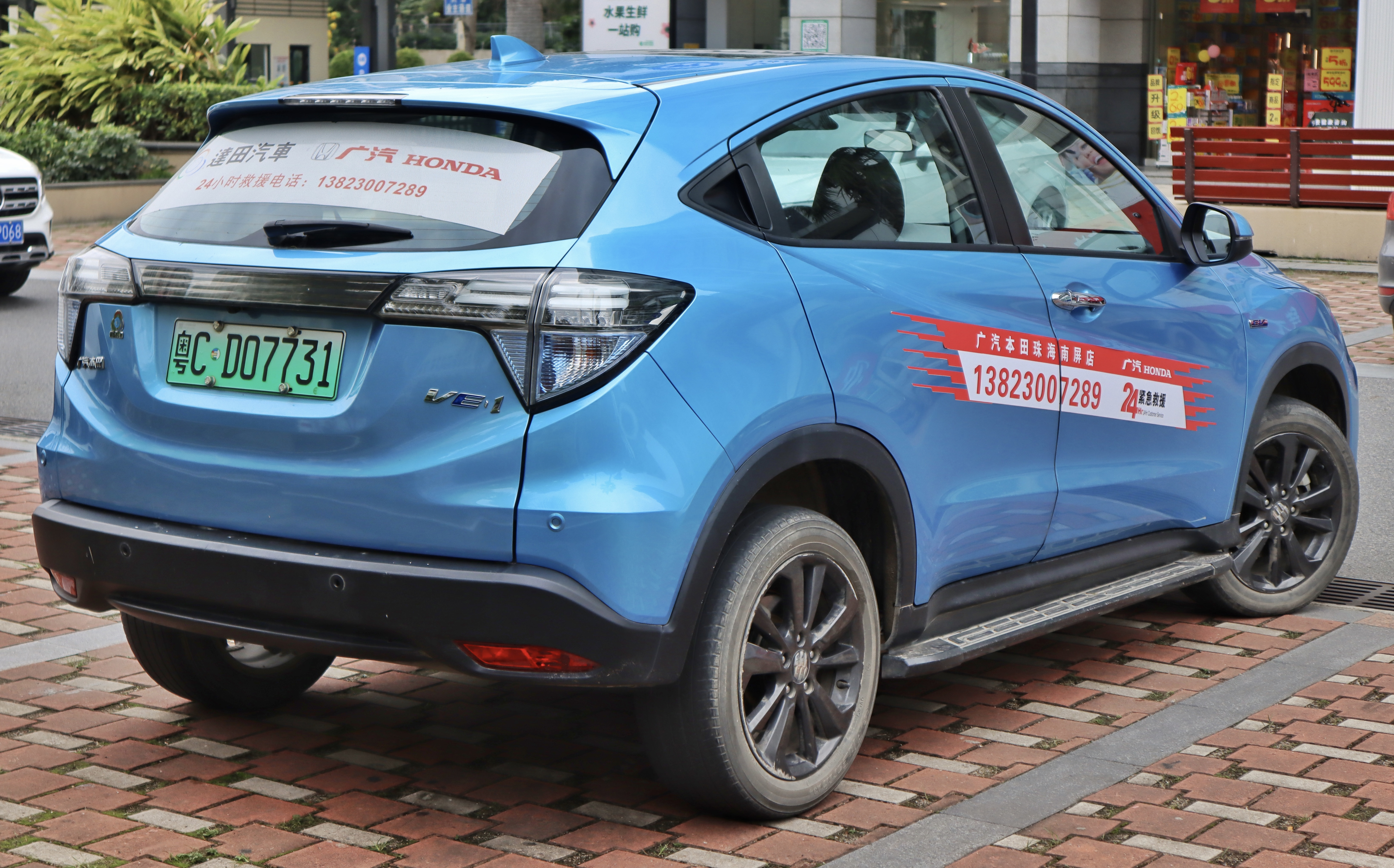
GAC-Honda VE-1

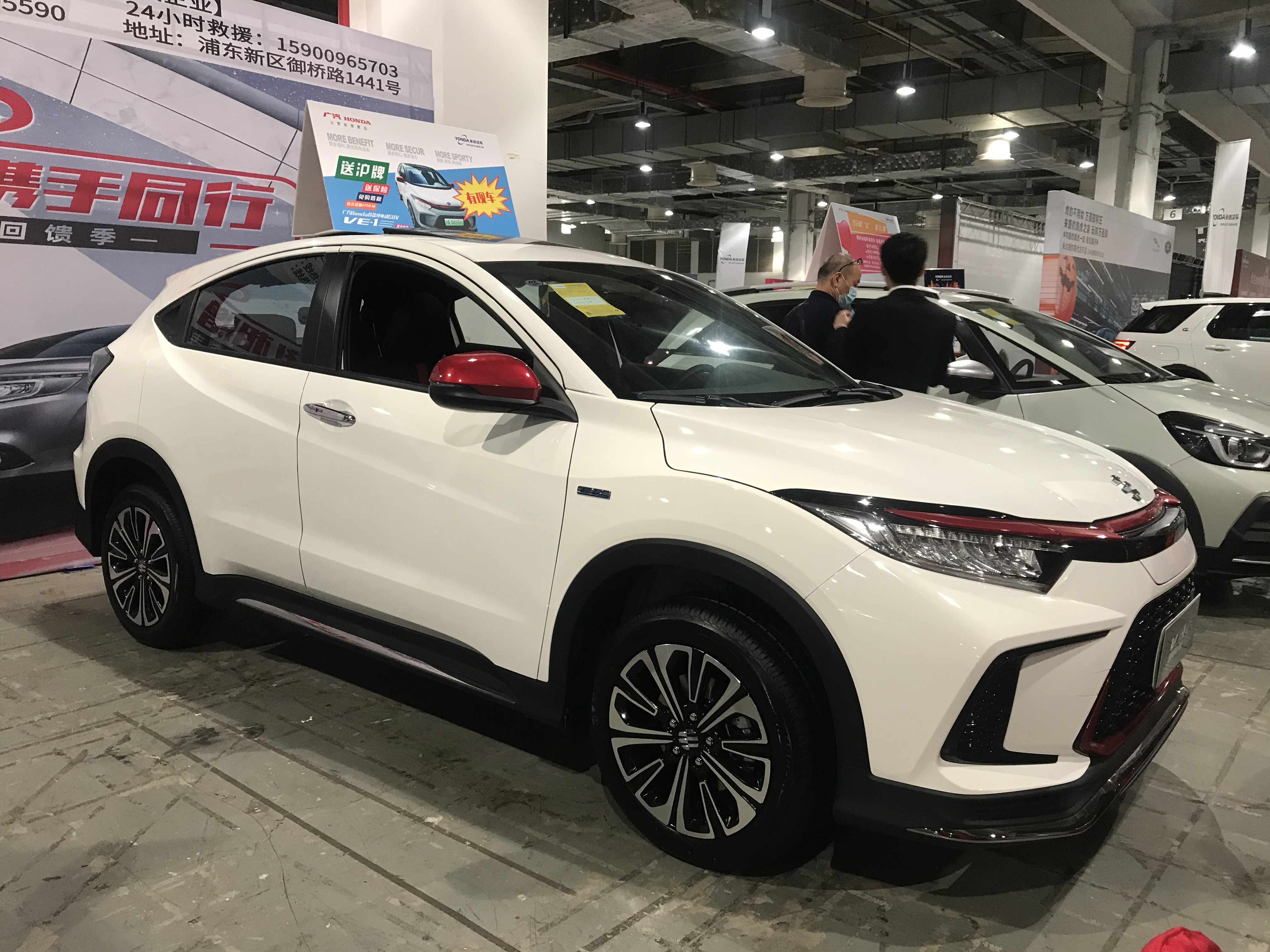
Honda VE-1 Sport

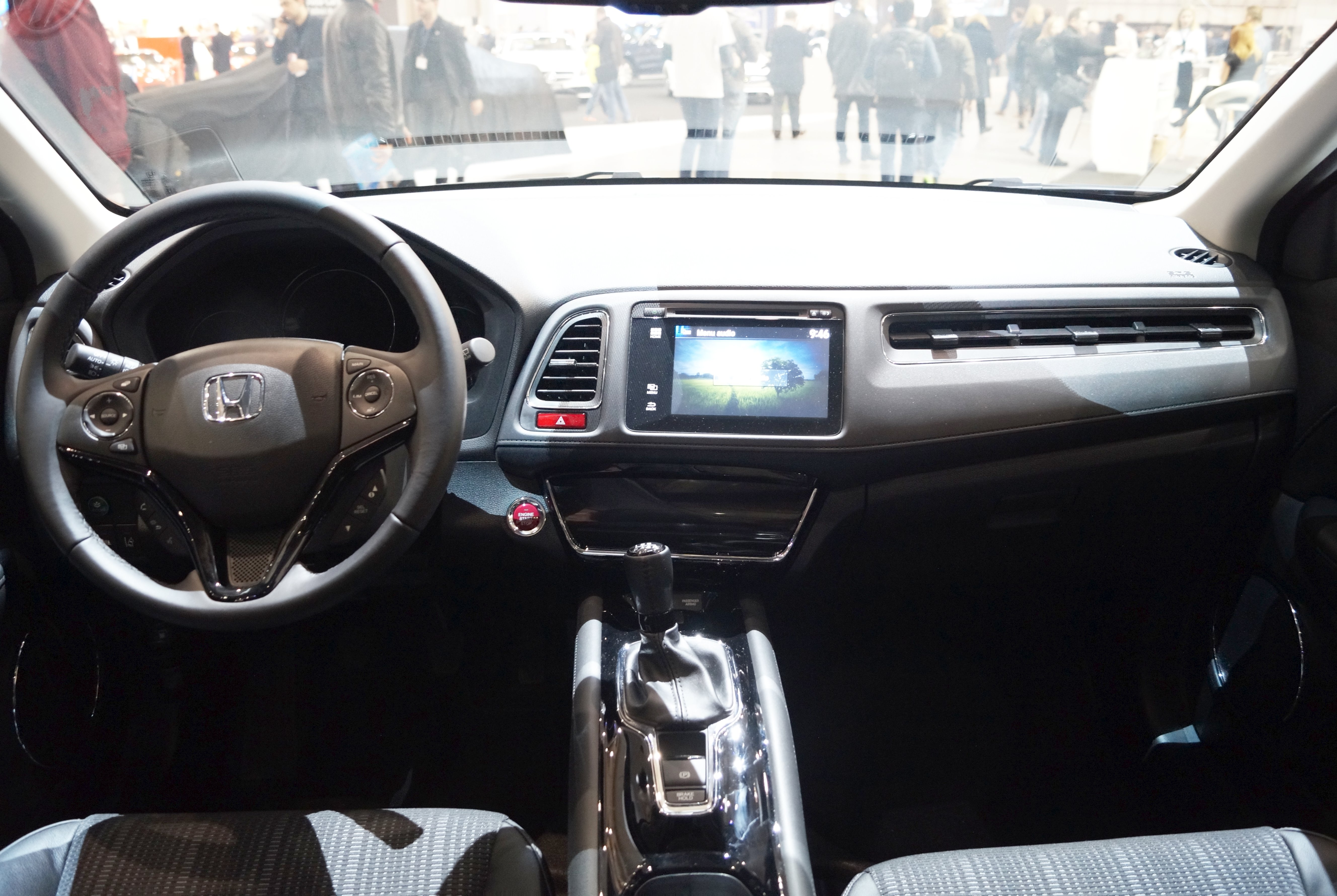

25 квітня 2018 року на автосалоні в Пекіні компанія представила EV CONCEPT.
16 листопада 2018 року на автосалоні в Гуанчжоу Guangqi Honda Automobile представила «VE-1» з батареєю ємністю 53,6 кВт·год і пробігом 401 км (NEDC).
26 вересня 2020 року на автосалоні в Пекіні Guangqi Honda Automobile представила «VE-1+» і спортивну модель «VE-1S+» обоє з батареєю ємністю 61,3 кВт·год і пробігом 470 км (NEDC).
27 вересня 2021 року випущено модернізовану версію під назвою «VE-1 ТА» з батареєю 61,3 кВт·год і пробігом 480 км (NEDC).

## Опис
Електричний субкомпактний позашляховик, заснований на Honda Vezel. Електромобіль має запас ходу 340—480 км і живиться від літій-іонної батареї 53,6 кВт·год (NCM622) і 61,3 кВт·год за новим європейським циклом водіння, що працює від електродвигуна потужністю 120 кВт (160 к. с.) і 280 Н·м крутного моменту.
У максимальній комплектації автомобіля є: ABS, EBD, TCS (система контролю тяги), ESS (система попередження про екстрене гальмування), TPMS (система контролю тиску в шинах), задній парктронік, камера заднього виду, галогенні фари головного світло з лінзою (автоматичне світло), LED денні ходові вогні, LED освітлення в салоні, бічні дзеркала з підігрівом та покажчиком повороту на корпусі, галогенні ПТФ, панорамний люк з електроприводом, чотири електричні склопідіймачі (водійський автоматичний), мультикермо, приладова панель з LCD дисплеєм, дзеркало заднього виду з покриттям антивідблиску, безключовий доступ, клімат-контроль, шкіряне оздоблення сидінь і керма, фронтальні подушки безпеки (airbag) водія та переднього пасажира, бічні подушки безпеки (airbag) для переднього та заднього ряду сидінь, кріплення дитячих сидінь ISOFIX
За розваги в автомобілі відповідає мультимедійна система з 8-дюймовим сенсорним екраном, до якого можна підключити по Bluetooth смартфон як для гучного зв'язку, так і для відтворення музики. Аудіосистема на 6 динаміків.